# Xèlah
Segons el llibre del Gènesi, capítol desè, Xèlah o Saleh (hebreu: שֵׁלָח בן-אַרְפַּכְשָׁד, Šēlāh ben Arpakšad‎; àrab: صالح بن ارفکشاد, Sāliḥ ibn Arfakxād) va ser fill d'Arfaxad. Va ser pare d'Éber a l'edat de trenta anys. Després va viure quatre-cents tres anys, durant els quals engendrà més fills i filles. Segons la tradició islàmica, es considera descendent seva a Agar, l'esclava amb qui el profeta Abraham va engendrar Ismael, l'ancestre dels àrabs.